# Kiss in the Sky
Kiss in the Sky és el quart àlbum d'estudi de la cantant japonesa Misia i el primer amb el segell Rhythmedia Tribe, subsidiària d'Avex Trax, que es va editar el 26 de setembre de 2002. Va vendre'n 410.060 còpies durant la primera setmana i es va situar a la primera posició de les llistes japoneses durant dues setmanes consecutives. Com en l'anterior àlbum,  Marvelous, Kiss in the Sky va ser autoproduït per la mateixa Misia, i conté col·laboracions amb el guitarrista i líder de B'z, Tak Matsumoto.

## Llista de cançons
| Núm. | Títol | Lletra        | Música             | Durada |
| ---- | --- | ------------- | ------------------ | ------ |
| 1.   | «Nemurenu Yoru wa Kimi no Sei» (眠れぬ夜は君のせい , "My Sleepless Nights Are Your Fault")               | Misia         | Ken Matsubara      | 5:22   |
| 2.   | «Over Bit»                                                                                               | Misia         | Jun Sasaki         | 5:01   |
| 3.   | «Destiny's Rule»                                                                                         | Misia         | Masahito Nakano    | 4:13   |
| 4.   | «Laila»                                                                                                  | Misia         | Misia, Sakoshin    | 4:34   |
| 5.   | «Koiuta» (恋唄 , "Love Song")                                                                            | Misia         | Tak Matsumoto      | 4:19   |
| 6.   | «Don't Stop Music!»                                                                                      | Misia         | Tak Matsumoto      | 4:25   |
| 7.   | «Fly Away»                                                                                               | Chihiro Close | Minoru Komorita    | 5:22   |
| 8.   | «Always»                                                                                                 | Misia         | Jun Sasaki         | 5:33   |
| 9.   | «Kaze ni Fukarete» (風に吹かれて , "Blown by the Wind")                                                  | Misia         | Nobuyuki Shimizu   | 5:27   |
| 10.  | «Hatenaku Tsuzuku Story» (果てなく続くストーリー Hatenaku Tsuzuku Sutōrī, "Never Ending Story")          | Misia         | Toshiaki Matsumoto | 6:25   |
| 11.  | «Shining Star»                                                                                           | Misia         | Jun Sasaki         | 5:15   |
| 12.  | «Taiyō ga Iru Kara» (太陽がいるから , "Because There's the Sun")                                         | Misia         | Nobuyuki Shimizu   | 5:30   |
| 13.  | «Tobikata wo Wasureta Chiisana Tori» (飛び方を忘れた小さな鳥 , "The Little Bird That Forgot How to Fly") | Misia         | Yudai Suzuki       | 4:31   |

## Kiss in the Sky Kanzenban Limited Edition
Kiss in the Sky Kanzenban Limited Edition és l'edició limitada del quart àlbum d'estudi de la cantant Misia, que es va editar el 4 de desembre de 2002. L'àlbum va ser rellançar com un set de dos discs juntament amb el disc amb el senzill «Back Blocks», a causa del desig de Misia d'incloure «Back Blocks» (que es va completar després de la data de llançament inicial) a Kiss in the Sky.

## Llista de cançons
| 1.  | «Nemurenu Yoru wa Kimi no Sei (眠れぬ夜は君のせい, My Sleepless Nights Are Your Fault)»                  | Misia         | Ken Matsubara      | 5:22 |
| 2.  | «Over Bit»                                                                                               | Misia         | Jun Sasaki         | 5:01 |
| 3.  | «Destiny's Rule»                                                                                         | Misia         | Masahito Nakano    | 4:13 |
| 4.  | «Laila»                                                                                                  | Misia         | Misia, Sakoshin    | 4:34 |
| 5.  | «Koiuta (恋唄, Love Song)»                                                                               | Misia         | Tak Matsumoto      | 4:19 |
| 6.  | «Don't Stop Music!»                                                                                      | Misia         | Tak Matsumoto      | 4:25 |
| 7.  | «Fly Away»                                                                                               | Chihiro Close | Minoru Komorita    | 5:22 |
| 8.  | «Always»                                                                                                 | Misia         | Jun Sasaki         | 5:33 |
| 9.  | «Kaze ni Fukarete (風に吹かれて, Blown by the Wind)»                                                     | Misia         | Nobuyuki Shimizu   | 5:27 |
| 10. | «Hatenaku Tsuzuku Sutōrī (果てなく続くストーリー, Never Ending Story)»                                   | Misia         | Toshiaki Matsumoto | 6:25 |
| 11. | «Shining Star»                                                                                           | Misia         | Jun Sasaki         | 5:15 |
| 12. | «Taiyou ga Iru Kara (太陽がいるから, Because There's the Sun)»                                           | Misia         | Nobuyuki Shimizu   | 5:30 |
| 13. | «Tobikata wo Wasureta Chiisana Tori (飛び方を忘れた小さな鳥, The Small Bird Who's Forgotten How to Fly)» | Misia         | Yudai Suzuki       | 4:31 |

| 1. | «Back Blocks»                                                                                           | Misia | Sakoshin        |                | 5:23 |
| 2. | «Mekubase no Burūsu (めくばせのブルース, Winking Blues)»                                                | Tiger | Sakoshin        |                | 4:13 |
| 3. | «Laila (So So Def Remix)»                                                                               | Misia | Misia, Sakoshin | Jermaine Dupri | 4:20 |
| 4. | «Tobikata wo Wasureta Chiisana Tori (Star Ocean Version) (飛び方を忘れた小さな鳥 (STAR OCEAN version))» | Misia | Yudai Suzuki    |                | 5:07 |
| 5. | «Back Blocks» (Enhanced Music Video)                                                                    | Misia | Sakoshin        |                |      |

## Llistes

### LlistaOriconde vendes
Kiss in the Sky
| Llançament       | Llista                          | Posició                  | Vendes debut | Vendes totals | Duració     |
| ---------------- | ------------------------------- | ------------------------ | ------------ | ------------- | ----------- |
| 26 setembre 2002 | Llista Oricon diària d'àlbums   | 1                        |              |               |             |
| 26 setembre 2002 | Llista Oricon setmanal d'àlbums | 1                        | 410.060      | 830.320       | 18 setmanes |
| 26 setembre 2002 | Llista Oricon mensual d'àlbums  | 1 (octubre) 7 (novembre) |              |               |             |
| 26 setembre 2002 | Llista Oricon anual d'àlbums    | 14                       |              |               |             |

Kiss in the Sky Kanzenban Limited Edition
| Llançament      | Llista                          | Posició | Vendes debut | Vendes totals | Duració    |
| --------------- | ------------------------------- | ------- | ------------ | ------------- | ---------- |
| 4 desembre 2002 | Llista Oricon diària d'àlbums   |         |              |               |            |
| 4 desembre 2002 | Llista Oricon setmanal d'àlbums | 22      | 13.204       | 33.193        | 7 setmanes |
| 4 desembre 2002 | Llista Oricon mensual d'àlbums  |         |              |               |            |
| 4 desembre 2002 | Llista Oricon anual d'àlbums    |         |              |               |            |

### Llista de vendes físiques
Kiss in the Sky
| Llista                              | Posició |
| ----------------------------------- | ------- |
| lista Oricon diària d'àlbums        | 1       |
| Llista Oricon setmanal d'àlbums     | 1       |
| Llista Oricon mensual d'àlbums      | 1       |
| Llista Soundscan d'àlbums(Només CD) | 1       |